# Parorbiliopsis luzulae-silvaticae
Parorbiliopsis luzulae-silvaticae är en svampart som beskrevs av Svrcek 1993. Parorbiliopsis luzulae-silvaticae ingår i släktet Parorbiliopsis och familjen Helotiaceae.   Inga underarter finns listade i Catalogue of Life.